# Amparo Tusón
María de los Desamparados Tusón Valls (1949) es una filóloga y profesora española.

## Biografía
Se licenció en Filología Románica-Hispánica en 1973 por la Universidad de Barcelona y se doctoró en Antropología Lingüística y Cultural en Berkeley, (Universidad de California) en 1982, y en Filología por la Universidad de Barcelona en 1985. Inició su trayectoria docente impartiendo clases en enseñanza primaria, secundaria y Formación Profesional hasta que en 1974 comenzó la docencia universitaria. Es catedrática emérita de Lengua española en el Departamento de Filología Española en la Universidad Autónoma de Barcelona, donde imparte docencia en la Facultad de Ciencias de la Educación y en la Facultad de Letras.

Sus trabajos de investigación comenzaron con el análisis de los fenómenos de contacto de lenguas (catalán-español) y sus efectos en las aulas. Es especialista en pragmática y análisis del discurso y, de manera específica, ha analizado el desarrollo de la competencia discursiva oral en las aulas, desde un enfoque etnográfico. Se ha dedicado también a la formación del profesorado y al estudio del aprendizaje del español como lengua extranjera.

## Publicaciones destacadas
- Ciencias del lenguaje, competencia comunicativa y enseñanza de la lengua (1993), en coautoría con C. Lomas y A. Osoro
- Anàlisi de la conversa (1995). Traducido al español como Análisis de la conversación (1997)
- La parla com a espectacle. Estudi d’un debat  televisiu (1997), en coautoría con H. Calsamiglia, J. Cots, C.U. Lorda, L. Nussbaum, L. Payrató
- Las cosas del decir.  Manual de análisis del discurso (1999), en coautoría con Helena Casalmiglia.
- Enseñanza del lenguaje, emancipación comunicativa y educación crítica (El aprendizaje de competencias comunicativas en el aula) (2009), en coautoría con C. Lomas
- Las máscaras de la educación y el poder del lenguaje (2017), en coautoría con C. Lomas y F. Jurado